# Вільям Кулі
Вільям Кулі (англ. William Cooley; 1783 — 1863) — американський першопрохідник, регіональний лідер території, яка сьогодні відома як округ Бровард, Флорида, США. Жив у місті Форт-Лодердейл.

## Біографія
Народився у місті Меріленд у 1783.
У 1813 прибув до Західної Флориди у складі військової експедиції. Займався фермерством, торгівлею. Вигнаний індіанцями після земельної суперечки з іспанцями, він переселився ще далі від іспанців. Тут він розбагатів, став адвокатом та суддею.
У січні 1836 відбив атаку індіанців. Далі, постійно змінюючи місце проживання, займався адміністративною та політичною діяльністю.
6 січня 1836 семиноли напали на плантації Кулі, вбивши його дружину, дітей та вихователя дітей.